# Downton Abbey: Nowa epoka
Downton Abbey: Nowa epoka (tytuł oryginalny: Downton Abbey: A New Era) – brytyjsko-amerykański film kostiumowy z 2022 roku, wyreżyserowany przez Simona Curtisa na podstawie scenariusza Juliana Fellowesa. Stanowi kontynuację brytyjskiego serialu telewizyjnego Downton Abbey (2010–2015) stacji telewizyjnej ITV oraz jego adaptacji filmowej Downton Abbey (2019). Film został wyprodukowany przez wytwórnię Carnival Films. Prace nad nim rozpoczęły się w 2019, w okresie premiery poprzedniego filmu, a w 2021 jego realizacja została ogłoszona. Premiera filmu odbyła się 25 kwietnia 2022, zaś na ekrany kin w Polsce trafił on 6 maja 2022. Produkcja spotkała się z pozytywnym odbiorem krytyków i przyniosła około 90 milionów dolarów dochodu.

## Fabuła
Tom i Lucy biorą ślub i wyruszają w podróż poślubną. Violet oświadcza rodzinie, że wskutek spadku po dawnym znajomym stała się posiadaczką willi na Lazurowym Wybrzeżu i przekazuje ją wnuczce Sybil (córce Toma). Markiz i Madame Montmirail, którzy mieszkają w rezydencji, zapraszają Crawleyów w odwiedziny. Tymczasem rodzina otrzymuje propozycję użyczenia Downton Abbey ekipie z Hollywood, która chce tam nakręcić film The Gambler. Robert jest niechętny temu pomysłowi, jednak ostatecznie wyraża zgodę pod wpływem nacisku Mary, która sugeruje, że pieniądze od wytwórni mogą przeznaczyć na wymianę przeciekającego dachu Abbey. Wkrótce do posiadłości przybywa liczna ekipa filmowa, w tym reżyser Jack Barber oraz odtwórcy głównych ról: Guy Dexter i Myrna Dalgleish. Obecność filmowców i sprzętu zaburza funkcjonowanie Abbey, zaś zachowanie Myrny wywołuje złość rodziny i służby.
Robert, Cora, Edith, Bertie, Tom, Lucy i Maud wyruszają do Francji. W podróży towarzyszy im służba: Carson, Bates i Baxter. Madame Montmirail wyraża niezadowolenie, że willa została przekazana w spadku Violet, a nie jej, jednak lokalny prawnik potwierdza prawomocność testamentu zmarłego Markiza Montmirail. Bohaterowie odkrywają, że przed laty miał on romans z Violet, a kilka miesięcy później urodził się Robert. Robert podejrzewa, że Markiz Montmirail może być jego biologicznym ojcem. Cora wyjawia mężowi, że choruje. Tymczasem prace nad filmem w Abbey zostają przerwane z uwagi na fakt, że maleje popularność kina niemego. Wytwórnia zgadza się na kontynuowanie zdjęć do The Gambler ze ścieżką dźwiękową i dogranie jej do dotychczas nagranych scen. Myrna ma problem z wymaganym do roli akcentem angielskim. Barber postanawia zaangażować Mary do użyczania głosu jej bohaterce. Molesley wywiera pozytywne wrażenie swoim pomysłem na fabułę, więc Barber powierza mu dokończenie scenariusza.
Tymczasem do Abbey wracają uczestnicy wyprawy do Francji. Tom wręcza Violet przywiezioną miniaturkę z jej portretem, która należała do Markiza Montmirail. Violet wyznaje Isobel, że między nią a Montmirailem do niczego nie doszło, więc Robert jest synem jej męża. Z uwagi na brak środków finansowych statyści rezygnują z pracy nad filmem, więc zastępuje ich służba Abbey. Barber oferuje Molesleyowi stałą pracę scenarzysty. W obliczu poprawy sytuacji życiowej Molesley oświadcza się Baxter. Barber flirtuje z Mary, która wyznaje jednak, że nie zamierza zdradzić nieobecnego męża. Barrow składa wypowiedzenie, by żyć jako asystent i towarzysz Dextera. Cora dowiaduje się, że jej choroba jest niegroźna. Otoczona rodziną Violet umiera w łóżku. Kilka miesięcy po pogrzebie Tom i Lucy przyjeżdżają do Abbey, prezentując pierwszy raz swoje nowonarodzone dziecko.

## Obsada i bohaterowie
- Nathalie Baye jako Madame Montmirail
- Hugh Bonneville jako Robert Crawley, Hrabia Grantham
- Laura Carmichael jako Edith Pelham, Markiza Hexham
- Jim Carter jako Charles Carson
- Raquel Cassidy jako Phyllis Baxter
- Brendan Coyle jako John Bates
- Hugh Dancy jako Jack Barber
- Michelle Dockery jako Mary Talbot
- Kevin Doyle jako Joseph Molesley
- Michael C. Fox jako Andy Parker
- Joanne Froggatt jako Anna Bates
- Harry Hadden-Paton jako Herbert „Bertie” Pelham, Markiz Hexham
- Laura Haddock jako Myrna Dalgleish
- Robert James-Collier jako Thomas Barrow
- Allen Leech jako Tom Branson
- Phyllis Logan jako Elsie Hughes
- Elizabeth McGovern jako Cora Crawley, Hrabina Grantham
- Sophie McShera jako Daisy Mason
- Tuppence Middleton jako Lucy Smith
- Lesley Nicol jako Beryl Patmore
- David Robb jako Richard Clarkson
- Maggie Smith jako Violet Crawley, Hrabina Wdowa Grantham
- Imelda Staunton jako Maud, Lady Bagshaw
- Dominic West jako Guy Dexter
- Penelope Wilton jako Isobel Grey, Lady Merton
- Jonathan Zaccaï jako Markiz Montmirail
- Samantha Bond jako Rosamund Painswick
- Paul Copley jako Albert Mason
- Jonathan Coy jako George Murray
- Sue Johnston jako Gladys Denker
- Douglas Reith jako Richard Grey, Lord Merton
- Charlie Watson jako Albert
- Oliver i Zac Barker jako George Crawley
- Fifi Hart jako Sybil „Sybbie” Branson
- Eva i Karina Samms jako Marigold

## Produkcja

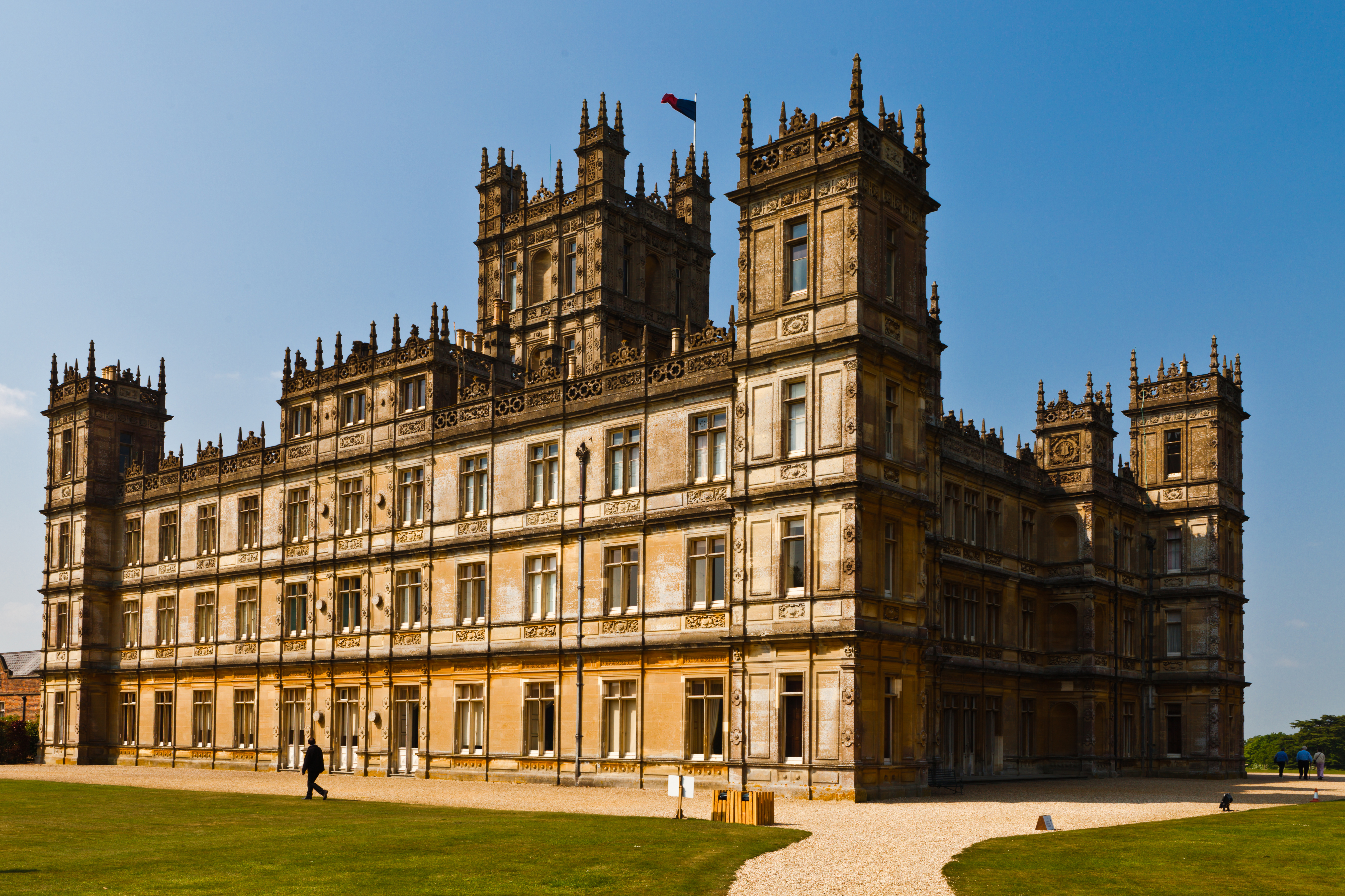
Highclere Castle, główny plan zdjęciowy

W 2019, podczas promocji filmu Downton Abbey, scenarzysta Julian Fellowes i producent Gareth Neame potwierdzili, że mają już pomysł na jego kontynuację. W styczniu 2020 Fellowes zdradził, że rozpocznie pisanie scenariusza po zakończeniu prac nad serialem Pozłacany wiek dla telewizji HBO. We wrześniu 2020 aktor Jim Carter potwierdził, że scenariusz jest gotowy. W lutym 2021 Hugh Bonneville zdradził w wywiadzie, że zdjęcia rozpoczną się, gdy cała obsada zaszczepi się przeciwko COVID-19.
19 kwietnia 2021 wytwórnia Focus Features ogłosiła, że druga kinowa adaptacja serialu Downton Abbey powstanie. Ponadto wytwórnia zapowiedziała, że w filmie powróci główna obsada, a dodatkowo dołączą do niej Hugh Dancy, Laura Haddock, Nathalie Baye i Dominic West. Początkowy plan zakładał, że zdjęcia w Highclere Castle potrwają od 12 czerwca do 12 sierpnia 2021. Ostatecznie kręcenie rozpoczęło się w kwietniu 2021. 25 sierpnia 2021 wytwórnia ogłosiła tytuł filmu.

## Dystrybucja
Początkowo wytwórnia Focus Features ogłosiła, że premiera filmu odbędzie się 22 grudnia 2021. Następnie została ona przeniesiona na 18 marca 2022. Po kolejnym przesunięciu premiera została zaplanowana na 29 kwietnia 2022 w Wielkiej Brytanii i 20 maja 2022 w Stanach Zjednoczonych. Uroczysta premiera odbyła się 25 kwietnia 2022 na Leicester Square w Londynie. Na ekrany kin w Polsce film trafił 6 maja 2022. 24 czerwca 2022 film pojawił się w ofercie amerykańskiego serwisu strumieniowego Peacock.

## Wyniki finansowe
W pierwszym weekendzie światowej dystrybucji film przyniósł 9,3 miliona dolarów amerykańskich dochodu z 33 państw. 3,8 miliona spośród nich przypadło na Wielką Brytanię, gdzie produkcja trafiła do 746 kin, co jest drugim najwyższym wynikiem w historii kraju (zaraz za Nie czas umierać).
Prognozy analityków przewidywały debiut w Stanach Zjednoczonych i Kanadzie na poziomie 16–21 milionów dolarów w pierwszy weekend. Dochód w pierwszy weekend wyniósł 16 milionów dolarów, co było drugim największym wynikiem na tym terytorium, zaraz za filmem Doktor Strange w multiwersum obłędu.
Według portalu Box Office Mojo łączny dochód filmu na świecie to 90 452 599 dolarów, z czego 43 896 550 przypada na Stany Zjednoczone i Kanadę.

## Odbiór krytyków
W serwisie Rotten Tomatoes, agregującym recenzje krytyków filmowych, 86% spośród 192 recenzji Downton Abbey: Nowa epoka uznano za pozytywne, a średnia ocen wystawionych ich podstawie wyniosła 6,8 na 10.